# 226 v. Chr.
Portal Geschichte | Portal Biografien | Aktuelle Ereignisse | Jahreskalender | Tagesartikel

◄ |
4. Jahrhundert v. Chr. |
3. Jahrhundert v. Chr. |
2. Jahrhundert v. Chr. |
►

◄ | 240er v. Chr. | 230er v. Chr. | 220er v. Chr. | 210er v. Chr. |
200er v. Chr. |
►

◄◄ | ◄ | 229 v. Chr. | 228 v. Chr. | 227 v. Chr. | 226 v. Chr. |
225 v. Chr. |
224 v. Chr. |
223 v. Chr. |
► |
►►
Staatsoberhäupter

## Ereignisse

### Westliches Mittelmeer
- Ebro-Vertrag zwischen Rom und Karthago: Der Ebro wird als Grenze der jeweiligen Interessenssphäre festgelegt, der nicht mit Waffengewalt überschritten werden darf. Unklar ist, ob die südlich des Ebros gelegene Stadt Sagunt ebenfalls dem karthagischen Interessensgebiet zugeschlagen wird.

### Östliches Mittelmeer
- Sparta unter Kleomenes III. erobert Arkadien, die Argolis und Korinth. Der Achaiische Bund wird bei Hekatombaion nahe Dyme besiegt. Eine spartanische Hegemonie in Griechenland fürchtend, stellt Ptolemaios von Ägypten die bisher geleisteten Hilfszahlungen für Kleomenes ein; Antigonos III. Doson von Makedonien greift auf Betreiben des Aratos von Sikyon als Gegner Spartas in die Auseinandersetzung ein.
- Der Koloss von Rhodos wird bei einem Erdbeben zerstört. (nach anderen Angaben 227 bzw. 224 v. Chr.) Rhodos erhält umfangreiche Hilfslieferungen aus Makedonien, Syrakus und Ägypten für den Wiederaufbau der Stadt. Auch Karien ist von dem Beben betroffen.

### Asien

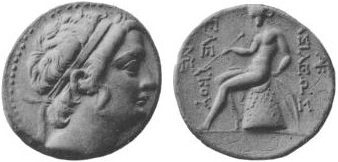
Münze Seleukos’ III.

- Seleukos III. wird Nachfolger seines Vaters Seleukos II. als König des Seleukidenreiches, nachdem dieser sich bei einem Sturz vom Pferd tödlich verletzt.

## Gestorben
- Seleukos II., König des Seleukidenreiches (* 265 v. Chr.)